# Cecilia Milocco
Cecilia Teresia Milocco, född 28 september 1972, är en svensk skådespelare.
Milocco har blivit guldbaggenominerad för bästa kvinnliga huvudroll 2009 för sin roll 2008 i Ruben Östlunds De ofrivilliga och 2022 för sin roll 2021 i Frida Kempffs Knackningar. Hon är utbildad vid Teaterhögskolan i Luleå 1996–2000.

## Roller
- Agnes Cecilia – en sällsam historia (1991)
- Hitta Nemo (2003)
- De ofrivilliga (2008)
- Små barn, stora ord (2010)
- Cirkeln (2015)
- Knackningar (2021)
- Nattryttarna (2022)
- Estonia (2023)
- Smärtpunkten (2024)

## Teater

### Roller (ej komplett)
| År   | Roll | Produktion                                             | Regi               | Teater                 |
| ---- | ---- | ------------------------------------------------------ | ------------------ | ---------------------- |
| 2015 |      | En slavisk dans Staffan Göthe                          | Rikard Lekander    | Örebro länsteater      |
| 2016 |      | Sommarregler Shaun Tan                                 | Lars-Eric Brossner | Angereds teater        |
| 2017 |      | Gösta Berlings saga Selma Lagerlöf                     | Rikard Lekander    | Göteborgs stadsteater  |
| 2017 |      | Dr. Moreaus ö (The Island of Doctor Moreau) H.G. Wells | Rikard Lekander    | Moment:teater          |
| 2019 |      | Vi som fick leva om våra liv Mattias Andersson         | Mattias Andersson  | Backa Teater/ Dramaten |

### Koreografi
| År   | Produktion                                                    | Upphovsmän                                   | Regi            | Teater                                       |
| ---- | ------------------------------------------------------------- | -------------------------------------------- | --------------- | -------------------------------------------- |
| 2018 | Bortbytingen                                                  | Selma Lagerlöf Dramatisering Rikard Lekander | Rikard Lekander | Regionteatern Blekinge Kronoberg/Riksteatern |
| 2019 | Flickan med svavelstickorna Den lille Pige med Svovlstikkerne | H.C. Andersen Dramatisering Rikard Lekander  | Rikard Lekander | Backa Teater                                 |
| 2022 | Jekyll vs Hyde                                                | Gustav Tegby                                 | Rikard Lekander | Dalateatern/ Örebro länsteater               |